# Bucu
Bucu é uma comuna romena localizada no distrito de Ialomiţa, na região de Muntênia. A comuna possui uma área de 43.01 km² e sua população era de 2391 habitantes segundo o censo de 2007.